# Phyllophaga campana
Phyllophaga campana är en skalbaggsart som beskrevs av Moron och Riley 2005. Phyllophaga campana ingår i släktet Phyllophaga och familjen Melolonthidae. Inga underarter finns listade i Catalogue of Life.